# Scutus antipodes
Scutus antipodes is een slakkensoort uit de familie van de Fissurellidae. De wetenschappelijke naam van de soort is voor het eerst geldig gepubliceerd in 1810 door Montfort.